# Luis Manuel Rivero Ramos
Luis Manuel Rivero Ramos (Tarragona, 1979) es una persona destacada en el carnaval de Cádiz.

## Contexto
Nació el 14 de mayo de 1979 en Tarragona. En 1995 escribió su primera comparsa juvenil Carasucia, que obtuvo un segundo premio. Al año siguiente su comparsa juvenil De feria en feria consiguió el primer premio. En 2003 alcanza el primer premio en modalidad de comparsa en el Concurso Oficial de Agrupaciones de Carnaval con su comparsa Guadalupe. También han destacado sus comparsas Gaditanos (2004, 6º premio), Los Hijos de la tierra (2005, 2º premio) y La Bella Escondida (2006, 3º premio). En 2007 se queda fuera de la final del COAC con su comparsa El Desafío.
En este mismo año, Luis pasa a formar parte de la plantilla de la televisión local Onda Cádiz como presentador, junto a Almudena de la Montaña, del concurso juvenil de agrupaciones del Teatro Falla.
No solo ha participado en comparsas, haciéndolo también en sus inicios en la modalidad de coros. En verano forma una antología de coros con la que concursa en los certámenes veraniegos de antologías.
Es parte muy activa de la fiesta gaditana. Aparte de su comparsa inició junto a otros en el carnaval 2006 el "Carnaval en la Escuela". Esta iniciativa fomenta el carnaval en los colegios de la capital gaditana entre los niños que aún no tienen edad para concursar en la categoría juvenil, formando agrupaciones que participan luego en un festival (que no concurso) en el Gran Teatro Falla.

## Antifaz de Oro
La Asamblea de Antifaces de Oro de 2017 decidió conceder el título más importante del Carnaval de Cádiz a Luis Rivero. Tan solo Rivero fue galardonado en este año en la categoría de autor, mientras que el resto de los elegidos lo hicieron como componentes.
Después de firmar más de 40 agrupaciones a pesar de su juventud es uno de los autores más jóvenes que consigue la insignia.

## Trayectoria carnavalesca[3]
| Año  | Agrupación                     | Posición | Modalidad | Autoría                                   |
| ---- | ------------------------------ | -------- | --------- | ----------------------------------------- |
| 2025 | Cádiz, el show                 | 2º       | Coro      | Letra y Música junto a Juan Manuel Moreno |
| 2024 | El Paraíso                     | 3        | Coro      | Letra y Música junto a Juan Manuel Moreno |
| 2023 | La Voz                         | 3        | Coro      | Letra y Música junto a Juan Manuel Moreno |
| 2022 | Quimbara                       | 2        | Coro      | Letra y Música junto a Juan Manuel Moreno |
| 2020 | Al sonar las 12                | 4        | Coro      |                                           |
| 2019 | La tierra prometida            | SF       | Comparsa  | Letra y Música junto a Juan Manuel Moreno |
| 2018 | Vive, sueña, canta             | 1        | Coro      |                                           |
| 2017 | El mayor espectáculo del mundo | 1        | Coro      |                                           |
| 2017 | La cumbre                      | CF       | Comparsa  | Letra y Música junto a Juan Manuel Moreno |
| 2016 | La Corte                       | 4        | Coro      |                                           |
| 2016 | Los traidores                  | CF       | Comparsa  | Música                                    |
| 2015 | Cádiz Oculto                   | SF       | Coro      |                                           |
| 2014 | El Orfeón                      | 3        | Coro      |                                           |
| 2013 | Khumbayá                       | SF       | Coro      |                                           |
| 2012 | Los Carroñeros                 | SF       | Comparsa  |                                           |
| 2012 | Bollywood                      | 3        | Coro      |                                           |
| 2011 | Los defensores de Luís         | SF       | Comparsa  |                                           |
| 2011 | El triángulo                   | 3        | Coro      |                                           |
| 2010 | Boludos                        | SF       | Comparsa  |                                           |
| 2010 | La academia                    | 2Acc     | Coro      |                                           |
| 2009 | La factoría                    | SF       | Comparsa  |                                           |
| 2008 | La catedral del mar            | SF       | Comparsa  |                                           |
| 2007 | El Desafío                     | SF       | Comparsa  |                                           |
| 2006 | La Bella Escondida             | 3        | Comparsa  |                                           |
| 2005 | Los Hijos de la tierra         | 2        | Comparsa  |                                           |
| 2004 | Gaditanos                      |          | Comparsa  |                                           |
| 2003 | Guadalupe                      | 1        | Comparsa  |                                           |
| 2002 | El Arco de la Rosa             | SF       | Comparsa  |                                           |
| 2001 | La Galeona                     | SF       | Comparsa  |                                           |
| 2000 | La comparsa                    |          | Comparsa  |                                           |
| 1999 | Historias de Cádiz             |          | Comparsa  |                                           |
| 1999 | A la conquista                 |          | Coro      |                                           |
| 1998 | Coro de los estudiantes        |          | Coro      |                                           |
| 1996 | De feria en feria              | Juvenil  | Comparsa  |                                           |
| 1995 | Carasucia                      | Juvenil  | Comparsa  |                                           |

SF = Semifinalista, 2Acc = 2ºAccésit

### Otros premios
- Antifaz de Oro: 2017